# Musaranya de Zàmbia septentrional
La musaranya de Zàmbia septentrional (Crocidura ansellorum) és una espècie de musaranya endèmica de Zàmbia.
Les seves principals amenaces són la destrucció de l'hàbitat a causa de l'expansió agrícola, la tala d'arbres i els incendis forestals. Fou anomenada en honor del mastòleg britànic William Frank Harding Ansell i el seu fill P. D. H. Ansell.